# Lazzaro Mocenigo
Lazzaro Mocenigo (Venezia, 9 luglio 1624 – Stretto dei Dardanelli, 17 luglio 1657) è stato un ammiraglio italiano della Repubblica di Venezia.

## Biografia
Nato a Venezia (San Stae), secondo di 4 figli maschi, dedicò al mestiere delle armi la propria vita, vissuta sul mare a contrastare la potenza turca, e non senza momenti di eroismo: ad esempio nel 1650 a Nixia sopra Paros quando, sebbene ferito da una freccia al braccio sinistro e mutilato d'un dito da una moschettata, continuò a combattere ferocemente.

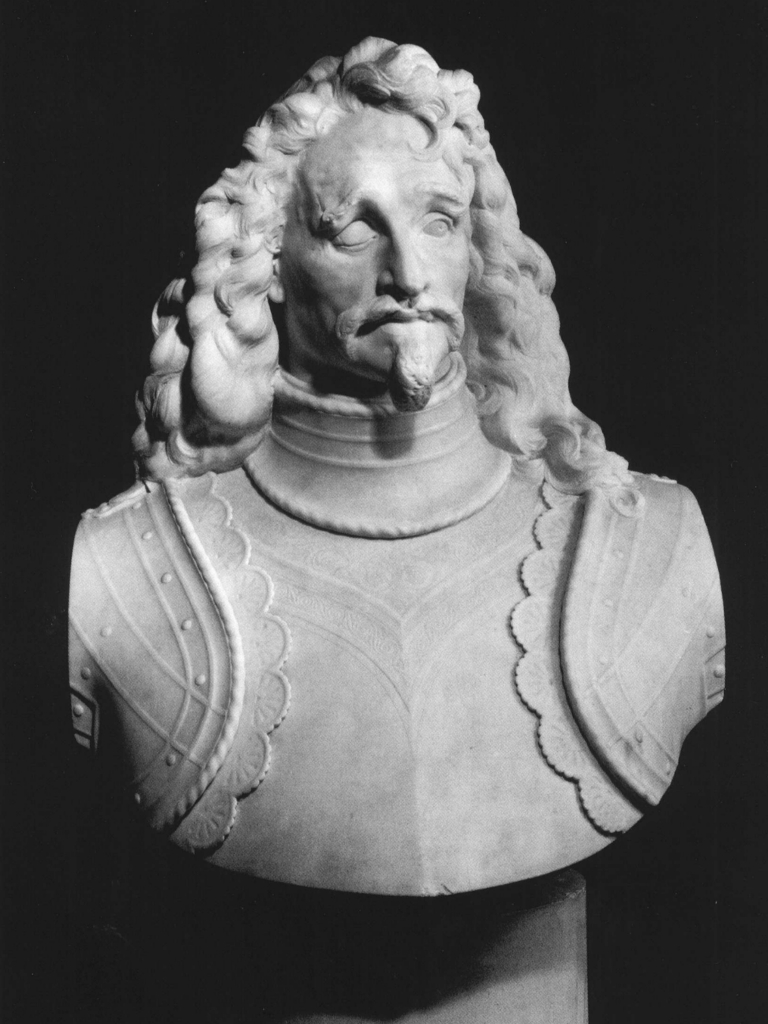
Busto di Lazzaro Mocenigo, opera di Luigi Borro (1874-1875)

Stemma Mocenigo

Lo scoppio della guerra contro i turchi, nel 1645, gli permise di far carriera, e già nel 1654, durante la prima spedizione veneziana dei Dardanelli, comandava una galeazza.
Morto l'ammiraglio e richiamato in patria il suo vice, egli si trovò al comando dell'intera flotta (pur ufficialmente sotto il comando del provveditore Francesco Morosini, impegnato nella difesa della fortezza di Candia a Creta) e il 21 giugno 1655 impegnò a battaglia i Turchi, durante la seconda spedizione veneziana dei Dardanelli, sconfiggendoli, ma rimettendoci un occhio.
L'arrivo del nuovo ammiraglio Lorenzo Marcello, più anziano ed esperto, lo fece “retrocedere”.
Un'altra battaglia vittoriosa avvenne il 26 giugno 1656, quando l'ammiraglio Marcello perse la vita ed egli ritornò a fungere da ammiraglio a pieno titolo.
Deciso a penetrare attraverso lo stretto dei Dardanelli e a bombardare Istanbul per costringere i turchi alla pace, Mocenigo allestì una potente flotta e si diresse verso il territorio nemico durante il 1657 (terza spedizione veneziana dei Dardanelli).
Una prima battaglia, presso Scio, gli permise di esser elevato alla dignità di procuratore per meriti di guerra. Penetrato nello stretto e messo in difficoltà dalle avverse condizioni temporali, il 16 luglio 1657 venne nuovamente a battaglia con il nemico sconfiggendolo.
Pur non potendo sfruttare il successo per motivi sempre di carattere atmosferico, il 17 luglio, nel pomeriggio, si diresse verso la capitale turca con l'intento di colpire il potente nemico al cuore e salvare Candia (Iraklion) assediata.
Mentre stava per realizzare l'impresa, un colpo di cannone di una batteria costiera turca fece cadere una velatura che lo colpì uccidendolo. Poco dopo la nave, colpita alla polveriera, esplose, impedendo il prosieguo della missione. Venezia, sfibrata da tante perdite, rinunciò a proseguire con le spedizioni.
Fu uno dei pochi ufficiali veneziani di marina ad aver partecipato, pur con gradi diversi, a tutte e tre le spedizioni.